# Jaegerina retrosquarrosa
Jaegerina retrosquarrosa är en bladmossart som beskrevs av B. H. Allen, Crosby och Robert Earle Magill 1986. Jaegerina retrosquarrosa ingår i släktet Jaegerina och familjen Pterobryaceae. Inga underarter finns listade i Catalogue of Life.